# Tiroler bracke
Tiroler bracke, även tyrolerstövare, är en hundras från Österrike vilken i Sverige räknas som en stövare. 

Denna jakthund används som en drivande hund, och den härstammar från lokala stövare. Den medvetna aveln började på 1860-talet. Den deltog på hundutställning i Innsbruck första gången 1896 då även rasstandard skrevs. 1908 erkändes rasen av den österrikiska kennelklubben. Det har även förekommite en kortbent vrian, Niederbracke, som förklarades utdöd 1994.